# 麟慶寺

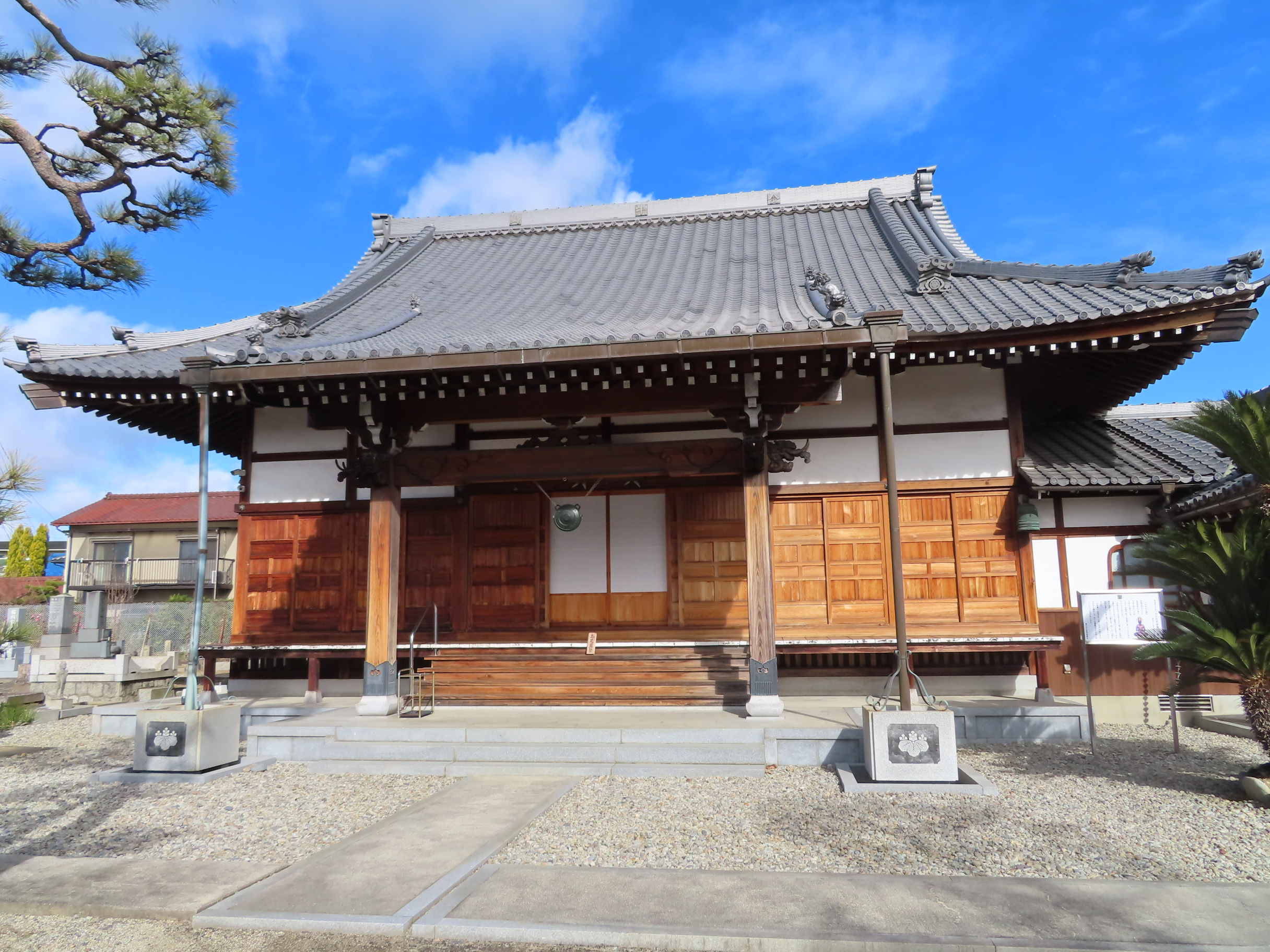
本堂

麟慶寺（りんけいじ）は愛知県春日井市牛山町にある、大日如来を本尊とする臨済宗妙心寺派の寺である。

## 歴史
慶長元年（1596年）少林山新徳寺の正雲和尚によって中興開山され、かつては現在の寺より南方300メートルの大日塚と呼ばれる地にあり、三台寺と称し後に慶林庵と呼ばれる。その後、享保11年（1726年）に麟慶寺と改称した。現在の本堂と庫裏は1980年（昭和55年）に改築されたもの。また、麟慶寺は木曾御嶽山を開いた覚明行者の菩提寺で、江戸時代末期と思われる覚明行者の位牌と墓碑がある。

## 文化財
木造 大日如来坐像は春日井市指定有形文化財である。11世紀ごろの寄木造りで作られた大日如来像。1980年（昭和55年）に修理された。

## 交通アクセス
- 名鉄小牧線間内駅より徒歩1分
- 名古屋高速11号小牧線・小牧南出入口より東へ約3km[3]

## 所在地
愛知県春日井市牛山町322番地